# Campeonato Sul-Americano de Futebol Sub-20 de 2023
O Campeonato Sul-Americano de Futebol Sub-20 de 2023, oficialmente CONMEBOL Sul-Americano Sub-20 Colômbia 2023 (espanhol: CONMEBOL Sudamericano Sub-20 Colombia 2023) foi a 30ª edição da competição organizada pela Confederação Sul-Americana de Futebol (CONMEBOL) para jogadores com até 20 anos de idade. O evento foi realizado na Colômbia entre os dias 19 de janeiro e 12 de fevereiro, retornando após quatro anos após o cancelamento da edição de 2021 por conta da pandemia de COVID-19.
As três equipes melhores colocadas se classificaram para o torneio de futebol dos Jogos Pan-Americanos de 2023, a ser realizado em Santiago, no Chile. Além destes, o quarto colocado se classificou para a Copa do Mundo FIFA Sub-20 de 2023, inicialmente a ser realizado na Indonésia. Porém com a FIFA retirando a competição do país asiático em 29 de março de 2023, a Argentina, que inicialmente não havia se classificado, também garantiu presença após ser designada como a nova sede.
O Brasil conquistou o seu décimo segundo título da competição, o primeiro desde 2011, após vencer o confronto direto contra o Uruguai na última rodada da fase final. As duas seleções, além da anfitriã Colômbia e do Equador se classificaram para o mundial sub-20.

## Equipes participantes
Todas as dez equipes filiadas a CONMEBOL participaram do evento:
| - Argentina - Bolívia - Brasil - Chile - Colômbia (anfitrião) | - Equador (atual campeão) - Paraguai - Peru - Uruguai - Venezuela |

## Sedes
Um total de quatro estádios foram utilizados no campeonato, nas cidades de Bogotá e Cáli.
| Cáli                              | Cáli                   | Bogotá Cáli | Bogotá             | Bogotá                         |
| --------------------------------- | ---------------------- | ----------- | ------------------ | ------------------------------ |
| Estádio Olímpico Pascual Guerrero | Estádio Deportivo Cali | Bogotá Cáli | Estádio El Campín  | Estádio Metropolitano de Techo |
| Capacidade: 35 405                | Capacidade: 42 000     | Bogotá Cáli | Capacidade: 36 343 | Capacidade: 8 000              |
|                                   |                        | Bogotá Cáli |                    |                                |

## Árbitros
A Comissão de Árbitros da CONMEBOL selecionou onze árbitros e vinte e dois assistentes, incluindo um trio de Portugal como parte do memorando de entendimento entre a CONMEBOL e a UEFA, marcando a primeira vez que uma equipe de arbitragem europeia atuou na competição.
| Árbitros             | Assistentes                                     |
| -------------------- | ----------------------------------------------- |
| ARG Nicolás Lamolina | ARG Maximiliano Del Yesso ARG Facundo Rodríguez |
| BOL Ivo Méndez       | BOL Ariel Guizada BOL Carlos Tapia              |
| BRA Bráulio Machado  | BRA Fabrício Vilarinho BRA Rafael Alves         |
| CHI Cristian Garay   | CHI Claudio Urrutia CHI Alejandro Molina        |
| COL Carlos Ortega    | COL Jhon León COL Jhon Gallego                  |

| Árbitros               | Assistentes                            |
| ---------------------- | -------------------------------------- |
| ECU Guillermo Guerrero | ECU Ricardo Barén ECU Dennys Guerrero  |
| PAR Derlis López       | PAR Roberto Cañete PAR Luis Onieva     |
| PER Augusto Menéndez   | PER Stephen Atoche PER Leonar Soto     |
| POR António Nobre      | POR Bruno Alves POR Luciano Maia       |
| URU Gustavo Tejera     | URU Andrés Nievas URU Horacio Ferreiro |
| VEN Alexis Herrera     | VEN Lubin Torrealba VEN Alberto Ponte  |

## Sorteio
O sorteio foi realizado em 21 de dezembro de 2022 na sede da CONMEBOL em Luque, no Paraguai. A anfitriã Colômbia e os campeão vigente Equador foram alocados nos grupos A e B respectivamente, enquanto as demais seleções completaram os demais potes de acordo com as posições no Campeonato Sul-Americano de 2019.
| Cabeças de chave | Pote 2            | Pote 3           | Pote 4         | Pote 5       |
| ---------------- | ----------------- | ---------------- | -------------- | ------------ |
| Colômbia Equador | Argentina Uruguai | Brasil Venezuela | Chile Paraguai | Peru Bolívia |

## Fase de grupos
As 10 equipes participantes foram divididas em dois grupos de cinco equipes cada. As três primeiras colocadas em cada um dos grupos avançaram para a fase final.
Em caso de empate em pontos em qualquer uma das posições, a classificação é determinada seguindo os seguintes critérios, por ordem:
1. Resultado entre as equipes empatadas;
  - Pontos no confronto direto entre as equipes empatadas;
  - Diferença de gols no confronto direto entre as equipes empatadas;
  - Gols marcados em confrontos diretos entre os times empatados;
2. Diferença de gols em todos os jogos do grupo;
3. Gols marcados em todos os jogos do grupo;
4. Menos cartões vermelhos recebidos;
5. Menos cartões amarelos recebidos;
6. Sorteio.

Todas as partidas seguem o fuso horário da Colômbia (UTC−5).

### Grupo A
| Pos | Equipe    | Pts | J | V | E | D | GP | GC | SG | Classificado |
| --- | --------- | --- | - | - | - | - | -- | -- | -- | ------------ |
| 1   | Brasil    | 10  | 4 | 3 | 1 | 0 | 9  | 3  | +6 | Fase final   |
| 2   | Colômbia  | 8   | 4 | 2 | 2 | 0 | 5  | 3  | +2 | Fase final   |
| 3   | Paraguai  | 7   | 4 | 2 | 1 | 1 | 5  | 4  | +1 | Fase final   |
| 4   | Argentina | 3   | 4 | 1 | 0 | 3 | 3  | 6  | −3 |              |
| 5   | Peru      | 0   | 4 | 0 | 0 | 4 | 1  | 7  | −6 |              |

| 19 de janeiro | Peru | 0 – 3     | Brasil                                         | Estádio Olímpico Pascual Guerrero, Cáli |
| 17:00         |      | Relatório | Vitor Roque 68', 81' (pen) · Andrey Santos 76' | Árbitro: ECU Guillermo Guerrero         |

| 19 de janeiro | Colômbia | 1 – 1     | Paraguai     | Estádio Olímpico Pascual Guerrero, Cáli |
| 19:30         | Luna 47' | Relatório | Wlk 7' (pen) | Árbitro: URU Gustavo Tejera             |

| 21 de janeiro | Paraguai                   | 2 – 1     | Argentina   | Estádio Olímpico Pascual Guerrero, Cáli |
| 16:00         | Flores 32' · Wlk 56' (pen) | Relatório | Perrone 34' | Árbitro: CHI Cristian Garay             |

| 21 de janeiro | Peru        | 1 – 2     | Colômbia        | Estádio Olímpico Pascual Guerrero, Cáli |
| 18:30         | Vásquez 37' | Relatório | Cortés 45', 74' | Árbitro: VEN Yender Herrera             |

| 23 de janeiro | Paraguai     | 1 – 0     | Peru | Estádio Olímpico Pascual Guerrero, Cáli |
| 17:00         | González 33' | Relatório |      | Árbitro: BOL Ivo Méndez                 |

| 23 de janeiro | Argentina    | 1 – 3     | Brasil                                                        | Estádio Olímpico Pascual Guerrero, Cáli |
| 19:30         | González 90' | Relatório | Guilherme Biro 8' · Andrey Santos 36' · Vitor Roque 87' (pen) | Árbitro: URU Gustavo Tejera             |

| 25 de janeiro | Argentina     | 1 – 0     | Peru | Estádio Olímpico Pascual Guerrero, Cáli |
| 17:00         | Infantino 41' | Relatório |      | Árbitro: VEN Yender Herrera             |

| 25 de janeiro | Brasil            | 1 – 1     | Colômbia   | Estádio Olímpico Pascual Guerrero, Cáli |
| 19:30         | Andrey Santos 44' | Relatório | Puerta 31' | Árbitro: CHI Cristian Garay             |

| 27 de janeiro | Colômbia       | 1 – 0     | Argentina | Estádio Olímpico Pascual Guerrero, Cáli |
| 19:30         | J. Fuentes 75' | Relatório |           | Árbitro: ECU Guillermo Guerrero         |

| 27 de janeiro | Brasil                  | 2 – 1     | Paraguai    | Estádio Deportivo Cali, Cáli |
| 19:30         | Stênio 30' · Ronald 55' | Relatório | Pereira 22' | Árbitro: URU Gustavo Tejera  |

### Grupo B
| Pos | Equipe    | Pts | J | V | E | D | GP | GC | SG | Classificado |
| --- | --------- | --- | - | - | - | - | -- | -- | -- | ------------ |
| 1   | Uruguai   | 10  | 4 | 3 | 1 | 0 | 11 | 2  | +9 | Fase final   |
| 2   | Venezuela | 6   | 4 | 2 | 0 | 2 | 2  | 4  | −2 | Fase final   |
| 3   | Equador   | 5   | 4 | 1 | 2 | 1 | 3  | 3  | 0  | Fase final   |
| 4   | Chile     | 4   | 4 | 1 | 1 | 2 | 2  | 5  | −3 |              |
| 5   | Bolívia   | 3   | 4 | 1 | 0 | 3 | 2  | 6  | −4 |              |

| 20 de janeiro | Bolívia  | 1 – 0     | Venezuela | Estádio Deportivo Cali, Cáli  |
| 17:00         | Nava 52' | Relatório |           | Árbitro: ARG Nicolás Lamolina |

| 20 de janeiro | Equador   | 1 – 1     | Chile       | Estádio Deportivo Cali, Cáli |
| 19:30         | Cuero 33' | Relatório | Conelli 25' | Árbitro: COL Carlos Ortega   |

| 22 de janeiro | Bolívia | 0 – 1     | Equador          | Estádio Deportivo Cali, Cáli |
| 16:00         |         | Relatório | Durán 79' (g.c.) | Árbitro: POR António Nobre   |

| 22 de janeiro | Chile | 0 – 3     | Uruguai                                | Estádio Deportivo Cali, Cáli |
| 18:30         |       | Relatório | Díaz 4' · L. Rodríguez 7' · García 39' | Árbitro: BRA Bráulio Machado |

| 24 de janeiro | Uruguai                          | 3 – 0     | Venezuela | Estádio Deportivo Cali, Cáli  |
| 17:00         | L. Rodríguez 24', 65' · Díaz 42' | Relatório |           | Árbitro: PER Augusto Menéndez |

| 24 de janeiro | Chile      | 1 – 0     | Bolívia | Estádio Deportivo Cali, Cáli  |
| 19:30         | Assadi 19' | Relatório |         | Árbitro: ARG Nicolás Lamolina |

| 26 de janeiro | Uruguai                                         | 4 – 1     | Bolívia        | Estádio Deportivo Cali, Cali |
| 17:00         | Á. Rodríguez 68', 80', 90+6' · Díaz 90+5' (pen) | Relatório | Luján 5' (pen) | Árbitro: POR António Nobre   |

| 26 de janeiro | Venezuela         | 1 – 0     | Equador | Estádio Deportivo Cali, Cali |
| 19:30         | Alcócer 15' (pen) | Relatório |         | Árbitro: BRA Bráulio Machado |

| 28 de janeiro | Venezuela         | 1 – 0     | Chile | Estádio Olímpico Pascual Guerrero, Cáli |
| 18:30         | Alcócer 48' (pen) | Relatório |       | Árbitro: POR António Nobre              |

| 28 de janeiro | Equador   | 1 – 1     | Uruguai    | Estádio Deportivo Cali, Cáli  |
| 18:30         | Cuero 13' | Relatório | Chagas 15' | Árbitro: ARG Nicolás Lamolina |

## Fase final
| Pos | Equipe     | Pts | J | V | E | D | GP | GC | SG | Classificado                                                |
| --- | ---------- | --- | - | - | - | - | -- | -- | -- | ----------------------------------------------------------- |
| 1   | Brasil (C) | 13  | 5 | 4 | 1 | 0 | 10 | 1  | +9 | Copa do Mundo Sub-20 de 2023 e Jogos Pan-Americanos de 2023 |
| 2   | Uruguai    | 12  | 5 | 4 | 0 | 1 | 8  | 4  | +4 | Copa do Mundo Sub-20 de 2023 e Jogos Pan-Americanos de 2023 |
| 3   | Colômbia   | 10  | 5 | 3 | 1 | 1 | 6  | 2  | +4 | Copa do Mundo Sub-20 de 2023 e Jogos Pan-Americanos de 2023 |
| 4   | Equador    | 4   | 5 | 1 | 1 | 3 | 5  | 8  | −3 | Copa do Mundo Sub-20 de 2023                                |
| 5   | Venezuela  | 2   | 5 | 0 | 2 | 3 | 4  | 11 | −7 |                                                             |
| 6   | Paraguai   | 1   | 5 | 0 | 1 | 4 | 2  | 9  | −7 |                                                             |

| 31 de janeiro | Paraguai   | 1 – 1     | Venezuela         | Estádio Metropolitano de Techo, Bogotá |
| 15:00         | Flores 50' | Relatório | Alcócer 77' (pen) | Árbitro: POR António Nobre             |

| 31 de janeiro | Brasil                                   | 3 – 1     | Equador      | Estádio El Campín, Bogotá     |
| 17:30         | Vitor Roque 14', 28' · Andrey Santos 81' | Relatório | González 76' | Árbitro: PER Augusto Menéndez |

| 31 de janeiro | Uruguai          | 1 – 0     | Colômbia | Estádio El Campín, Bogotá   |
| 20:00         | Fa. González 78' | Relatório |          | Árbitro: CHI Cristian Garay |

| 3 de fevereiro | Uruguai                           | 2 – 1     | Equador    | Estádio Metropolitano de Techo, Bogotá |
| 15:00          | Díaz 35' (pen) · L. Rodríguez 85' | Relatório | Medina 13' | Árbitro: POR António Nobre             |

| 3 de fevereiro | Brasil                                          | 3 – 0     | Venezuela | Estádio Metropolitano de Techo, Bogotá |
| 17:30          | Vitor Roque 49' · Pedro 85' · Andrey Santos 90' | Relatório |           | Árbitro: BOL Ivo Méndez                |

| 3 de fevereiro | Colômbia                              | 3 – 0     | Paraguai | Estádio El Campín, Bogotá     |
| 20:00          | Cabezas 29' · Cortés 40' · Puerta 88' | Relatório |          | Árbitro: ARG Nicolás Lamolina |

| 6 de fevereiro | Venezuela         | 1 – 4     | Uruguai                                           | Estádio Metropolitano de Techo, Bogotá |
| 15:00          | Alcócer 34' (pen) | Relatório | Díaz 18' (pen) · Á. Rodríguez 35', 78' · Sosa 44' | Árbitro: BRA Bráulio Machado           |

| 6 de fevereiro | Paraguai | 0 – 2     | Brasil                   | Estádio El Campín, Bogotá       |
| 17:30          |          | Relatório | Giovane 10' · Ronald 81' | Árbitro: ECU Guillermo Guerrero |

| 6 de fevereiro | Colômbia           | 1 – 0     | Equador | Estádio El Campín, Bogotá   |
| 20:00          | Córdova 21' (g.c.) | Relatório |         | Árbitro: CHI Cristian Garay |

| 9 de fevereiro | Equador           | 1 – 1     | Venezuela  | Estádio Metropolitano de Techo, Bogotá |
| 15:00          | C. Zambrano 90+1' | Relatório | Alcócer 3' | Árbitro: URU Gustavo Tejera            |

| 9 de fevereiro | Uruguai          | 1 – 0     | Paraguai | Estádio Metropolitano de Techo, Bogotá |
| 17:30          | L. Rodríguez 85' | Relatório |          | Árbitro: POR António Nobre             |

| 9 de fevereiro | Colômbia | 0 – 0     | Brasil | Estádio El Campín, Bogotá     |
| 20:00          |          | Relatório |        | Árbitro: ARG Nicolás Lamolina |

| 12 de fevereiro | Equador        | 2 – 1     | Paraguai        | Estádio Metropolitano de Techo, Bogotá |
| 16:00           | Cuero 12', 73' | Relatório | D. González 81' | Árbitro: ARG Nicolás Lamolina          |

| 12 de fevereiro | Venezuela | 1 – 2     | Colômbia                  | Estádio El Campín, Bogotá  |
| 16:00           | Cova 64'  | Relatório | Manyoma 18' · Cabezas 39' | Árbitro: POR António Nobre |

| 12 de fevereiro | Brasil                          | 2 – 0     | Uruguai | Estádio El Campín, Bogotá   |
| 18:30           | Andrey Santos 84' · Pedro 90+2' | Relatório |         | Árbitro: CHI Cristian Garay |

## Premiação
| Campeonato Sul-Americano Sub-20 de 2023 |
| Brasil                                  |
| --------------------------------------- |
| BRASIL Campeão (12º título)             |

## Artilharia
6 gols
- BRA Andrey Santos
- BRA Vitor Roque

5 gols
- URU Álvaro Rodríguez
- URU Fabricio Díaz
- URU Luciano Rodríguez
- VEN Brayan Alcócer

4 gols
- ECU Justin Cuero

3 gols
- COL Óscar Cortés

2 gols
- BRA Pedro
- BRA Ronald
- COL Gustavo Puerta
- COL Jorge Cabezas
- PAR Allan Wlk
- PAR Diego González
- PAR Gilberto Flores

1 gol
- ARG Gino Infantino
- ARG Maximiliano González
- ARG Máximo Perrone
- BOL Fernando Nava
- BOL Pablo Luján
- BRA Giovane
- BRA Guilherme Biro
- BRA Stênio
- CHI Lucas Assadi
- CHI Vicente Conelli
- COL Alexis Manyoma
- COL Daniel Luna
- COL Juanda Fuentes
- ECU Cristhoper Zambrano
- ECU Sebastián González
- ECU Yaimar Medina
- PAR Kevin Pereira
- PER Diether Vásquez
- URU Damián García
- URU Facundo González
- URU Ignacio Sosa
- URU Rodrigo Chagas
- VEN Alejandro Cova

Gols contra
- BOL Denilson Durán (para o Equador)
- ECU Luis Córdova (para a Colômbia)